# Костыгов, Сергей Михайлович
Сергей Михайлович Костыгов (род. 27 мая 1950, Ленинград) — советский и российский тренер по плаванию. Заслуженный тренер России. Подготовил 8 мастеров спорта международного класса, множество чемпионов и призеров Чемпионатов СССР и России, Кубков Мира, игр Доброй воли, Чемпионатов Европы. 13 раз Сергей Михайлович входил в 25 лучших тренеров СССР и России.

## Биография
Сергей Михайлович Костыгов в 1971 году окончил Государственный институт физической культуры имени П.Ф. Лесгафта, получив спортивное и педагогическое образование.
С 1971 года начал тренерскую деятельность в ленинградской (ныне петербургской) школе «Экран» по приглашению Игоря Михайловича Кошкина. После работы в Харькове (1980-1983), где тренировал в центре олимпийской подготовки «ЭХО», вернулся в Ленинград. С 2008 года и по настоящее время работает тренером-преподавателем в СШОР по водным видам спорта «Экран». Его педагогический стаж насчитывает более 50 лет.
За годы работы подготовил десятки мастеров спорта СССР и России. Его воспитанники становились призёрами и победителями всероссийских и международных соревнований. Костыгов внёс значительный вклад в развитие ленинградской/петербургской школы плавания. Среди его известных учеников — Александр Чаев, серебряный призёр Олимпийских игр 1980 года.
Сергей Костыгов и сам в юношестве выполнил норматив  кандидата в мастера спорта.

## Лучшие ученики
- Александр Чаев - серебряный призёр Олимпийских игр 1980 года.
- Анна Никитина - серебряный призер чемпионата Европы, двукратный победитель этапов Кубка мира.[2][4]
- Денис Гришин - победитель и многократный призер этапов Кубка мира.[2][5]
- Игорь Марченко - многократный призер чемпионатов мира, многократный победитель и призёр этапов Кубка мира, чемпион и призёр Универсиады.[2][6]

## Награды и достижения
- Заслуженный тренер России (2021)[1]
- 13 раз входил в 25 лучших тренеров СССР и России.[2]

## Цитата
Я счастливый человек!!! У меня две любимые, очень хорошие дочки! У меня три шикарных, красивых внучки! У меня добрая и любимая работа! У меня море воспитанных мной учеников от 1962 и до 2008 годов рождения! И, наконец океан преданных друзей, которые все меня поздравляли!!! Я всем вам очень благодарен за ваше внимание и преданность!!!
Я счастливый человек!!!